# Castelli Calepio
Castelli Calepio là một đô thị ở tỉnh Bergamo trong vùng Lombardia của nước Ý, có vị trí cách khoảng 60 km về phía đông bắc của Milano và khoảng 20 km về phía đông nam của Bergamo. Tại thời điểm ngày 31 tháng 12 năm 2004, đô thị này có dân số 9.266 người và diện tích là 9,9 km².
Đô thị Castelli Calepio có các frazioni (đơn vị cấp dưới, chủ yếu là các làng) Tagliuno, Calepio, Cividino, và Quintano.
Castelli Calepio giáp các đô thị: Capriolo, Credaro, Gandosso, Grumello del Monte, Palazzolo sull'Oglio.